# 서고트인
서고트족(Visigothi, Wisigothi, Vesi, Visi, Wesi, Wisi)은 고트족의 중요한 두 분파 중의 하나로 동고트족과 함께 동부 게르만족의 일파이다. 동고트족과 서고트족은 로마 제국 후기 게르만 민족의 대 이동시 중요한 역할을 하였다. 서고트족은 알라리크의 지도 아래 410년 로마를 침공해 함락시켰으며 갈리아와 히스파니아에 이르는 거대한 왕국을 세웠다.
서로마 제국이 멸망한 이후에는 서고트 왕국은 약 2세기 반에 걸쳐 서유럽에서 중요한 역할을 하였다.

## 역사

### 기원과 이동

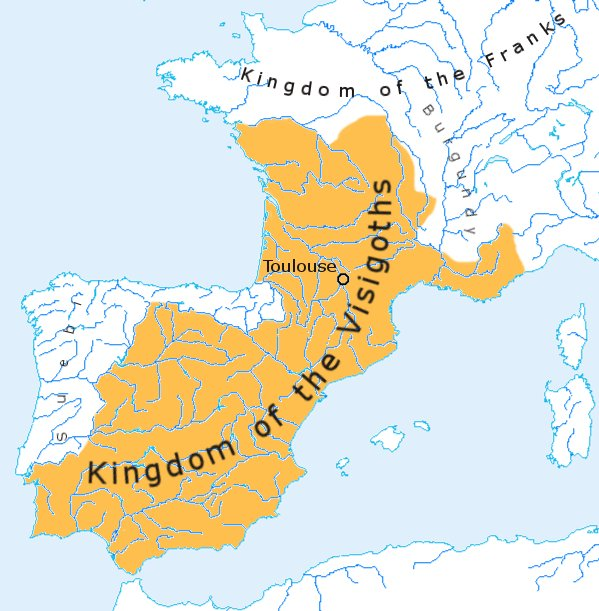
500년경 서고트 왕국의 세력도

서고트족은 원래 게르만족의 분파로 로마 제국의 변방에서 살고 있었다. 4세기에서 5세기 사이 고트족의 일파 중 서쪽으로 진출한 부족을 서고트족으로 부르는데 동고트족이 통일을 이루고 왕국으로 발전하는 중이었지만 서고트족은 상대적으로 여러 부족으로 나뉘어 여러족장들이 지배하는 형태를 하고 있었다. 이들은 당시 이미 아리우스주의 기독교를 받아들이고 상당부분 문명화되어 있었다.
서고트족은 376년까지 다키아에 살았다. 하지만 376년 서고트 족장 프르티게른 (376-380)은 훈족의 공격을 받고 도나우강을 건너 로마 제국으로 이주를 요청했다. 당시 동로마 제국의 황제인 발렌스는 이들을 받아들이기로 하고 이주를 허락했지만 트라키아 속주 총독은 이들을 착취하고 괴롭혔다. 서고트족은 일부 동고트족과 함께 로마에 반란을 일으켜 발칸반도의 로마 속주들을 약탈했고 급기야 378년 8월 9일 아드리아노폴리스 전투에서 발렌스의 군대에 대승을 거두고 발렌스를 죽였다. 그 후 테오도시우스 1세는 서고트족과 동맹부족 협정을 맺고 모이시아에 정착시키고 이들을 대거 로마군에 편입시켰다.

### 왕국으로 발전
테오도시우스가 죽은 이후 395년 족장인 25살의 알라리크 (395-410)는 서고트족을 이끌고 로마에 반란을 일으켰고 모이시아와 트라키아를 유린하였다. 아르카디우스 황제는 알라리크에게 로마군 지휘관의 직책을 부여하여 이들을 무마하고 반달족 출신 로마 장군 스틸리코의 활약에 힘입어 고트족을 안정화시켰으나 그것도 잠시 알라리크는 401년 이탈리아를 침공하고 약탈했다. 아르카디우스와 스틸리코가 죽자 서고트족은 거침없이 이탈리아를 유린하고 410년에는 로마 제국의 심장부인 로마까지 점령하고 약탈했다. 로마 약탈을 피해 라벤나에 거주하던 호노리우스는 이때 제국의 수도를 라벤나로 옮겼다. 같은 해 알라리크가 죽고 뒤를 이은 아타울푸스는 서고트족을 이끌고 갈리아 남부에 정착했다가 히스파니아로 옮겼다.
반달족이 이베리아반도로 몰려오자 서고트족은 다시 갈리아 아퀴타니아로 밀려났고 418년 서방 황제 호노리우스는 이들을 그곳에 정착하게 하고 푀데라티를 맺었다. 이들은 451년 훈족의 영웅 아틸라가 침입하자 로마의 갈리아 총독 아에티우스, 프랑크인과 함께 아틸라와 맞서 오를레앙 평원(살롱 전투)에서 싸웠고 453년 테오도리크 1세는 이 전투에서 전사했지만 자신의 영토를 지켜냈다. 475년 유리크 왕에 이르러 서고트족은 로마 제국으로부터 독립을 선언하고 독자적인 왕국으로 선포했고 그 무렵 이 서고트 왕국은 서로마 제국이 멸망한 이후 가장 강력한 왕국이었다.

### 이베리아반도 장악
서고트 왕국은 반달족을 북아프리카로 몰아내고 곧 이베리아반도 전역으로 세력을 확대했다. 그러나 유리크의 뒤를 이은 아들, 알라리크 2세는 프랑크 왕국의 클로비스 1세와 싸우다가 전사하고 서고트 왕국은 갈리아 남부의 영토의 상당부분을 빼앗겼다. 이후 서고트 왕국은 몇 개로 쪼개지고 피레네산맥 이남으로 밀려났고 511년에는 동고트 왕국의 테오도릭의 섭정 통치를 받기도 했다.
서고트 왕국은 톨레도를 수도로 삼아 셉티마니아와 히스파니아 거의 대부분 지역을 다스리고 711년 이슬람 세력이 이베리아반도에 진출할 때까지 이베리아반도의 주도적인 왕국으로 지배했다.

## 같이 보기
- 고트인
- 서고트 왕국